# 島根県道328号石見空港線
島根県道328号石見空港線（しまねけんどう328ごう いわみくうこうせん）は、島根県益田市を通る一般県道である。

## 概要
益田市内田町の石見空港（萩・石見空港）から益田市高津4丁目に至る。

### 路線データ
- 起点：益田市内田町（石見空港、島根県道331号石見空港飯田線起点）
- 終点：益田市高津4丁目（島根県道255号蟠竜湖線交点）

## 歴史
- 1988年（昭和63年）5月10日 - 島根県告示第555号により認定される。
- 1993年（平成5年）7月2日 - 石見空港が開港する。

## 路線状況

### 重複区間
- 島根県道331号石見空港飯田線（益田市内田町（起点） - 益田市高津町）

## 地理

### 通過する自治体
- 益田市

### 交差する道路
| 交差する道路                             | 交差する場所 | 交差する場所 |
| ---------------------------------------- | ------------ | ------------ |
| 島根県道331号石見空港飯田線 重複区間起点 | 内田町       | 起点         |
| 島根県道331号石見空港飯田線 重複区間終点 | 高津町       |              |
| 島根県道255号蟠竜湖線                    | 高津4丁目    | 終点         |

### 沿線
- 石見空港（萩・石見空港）
- 蟠竜湖